# Cunaxa potchensis
Cunaxa potchensis är en spindeldjursart som beskrevs av Den Heyer 1979. Cunaxa potchensis ingår i släktet Cunaxa och familjen Cunaxidae. Inga underarter finns listade i Catalogue of Life.